# Merkeldag
Merkeldag, ook lotdag, is de aanduiding voor een dag die in het volksgeloof bijzonder belangrijk is voor het lot van de mens of het weer. Het weer op een merkeldag is in dat geval bepalend voor de rest van de periode. Bij merkeldagen horen dan ook een of meer weerspreuken. Deze vermelden veelal ook de heilige die volgens de heiligenkalender van de Katholieke Kerk zijn of haar naamdag heeft op de betreffende dag.

## Merkeldagen
Enkele merkeldagen zijn:
| Datum       | Merkeldag           | Spreuk (zie betreffende lemma voor meer spreuken)                                                   |
| 20 januari  | Sint-Sebastiaan     | Vriezen op Sint-Sebastiaan, is op Lichtmis gedaan.                                                  |
| 2 februari  | Heilige maagd Maria | Na lichtmis valt de sneeuw op hete steen.                                                           |
| 14 februari | Sint-Valentijn      | Is de aarde met Sint-Valentijn in het wit gehuld, dan zijn de weiden en akkers met vreugde vervuld. |
| 17 maart    | Sint-Geertruide     | Met Sint-Geertruid komt de warmte de grond uit.                                                     |
| 20 juli     | Sint-Margriet       | Regent het op Sint-Margriet, dan krijgen we zes weken een natten tied.                              |
| 1 november  | Allerheiligen       | Allerheiligen is een waterken of een winterken.                                                     |
| 2 november  | Allerzielen         | Allerzielen zonder vuur, spaart geen brandhout uit de schuur.                                       |
| 11 november | Sint-Maarten        | Nevels in Sint-Maartensnacht, maken de winter kort en zacht.                                        |
| 25 november | Sint-Catharina      | Vriest het op Sint-Katrien, dan vriest het nog zes weken nadien.                                    |
| 30 november | Sint-Andries        | Als Sint-Andries onder sneeuw moet bukken, zal het volgend jaar geen koren lukken.                  |